# Naohiro Sugiyama
Naohiro Sugiyama (japanisch 杉山 直宏 Sugiyama Naohiro; * 7. September 1998 in Kitakyūshū, Präfektur Fukuoka) ist ein japanischer Fußballspieler.

## Karriere
Naohiro Sugiyama erlernte das Fußballspielen in der Schulmannschaft der Kumamoto Ozu High School sowie in der Universitätsmannschaft der Juntendo University. Seinen ersten Profivertrag unterschrieb er am 1. Februar 2021 bei Roasso Kumamoto. Der Verein, der in der Präfektur Kumamoto beheimatet ist, spielte in der dritten japanischen Liga, der J3 League. Sein Drittligadebüt gab Naohiro Sugiyama am 14. März 2021 (1. Spieltag) im Auswärtsspiel gegen den FC Imabari. Hier stand er in der Startelf und wurde in der 90.+2 Minute gegen Yūhi Takemoto ausgewechselt. 2021 feierte er mit Kumamoto die Meisterschaft der dritten Liga und den Aufstieg in die zweite Liga. Nach insgesamt 72 Ligaspielen und 15 geschossenen Toren wechselte er im Januar 2023 zum Erstligisten Gamba Osaka. 2023 bestritt er acht Erstligaspiele. Am 1. Februar 2024 wechselte er auf Leihbasis zum Zweitligisten Montedio Yamagata. Für den Verein aus der Präfektur Yamagata bestritt er 14 Ligaspiele. Die zweite Saisonhälfte wurde er an den Zweitligisten JEF United Ichihara Chiba ausgeliehen. Hier bestritt er 13 Ligaspiele. Nach der Ausleihe wurde er im Februar 2025 fest von JEF United unter Vertrag genommen.

## Erfolge
Roasso Kumamoto
- Japanischer Drittligameister: 2021  ▲